# Приятельная (галера)
«Приятельная» — галера Азовской флотилии Российской империи, одна из восьми галер типа «Добрая», участник русско-турецкая войны 1735—1739 годов.

## Описание галеры
18-баночная двухмачтовая галера с деревянным корпусом, одна из восьми галер типа «Добрая». В качестве основного движителя судна использовалось 18 пар вёсел, также галера была оборудована вспомогательным косым парусным вооружением на двух мачтах.
Единственная галера Российского императорского флота, носившая это наименование.

## История службы
Галера «Приятельная» была заложена на стапеле Тавровской верфи по приказу Петра I от 8 (19) апреля 1723 года. Однако, в связи с подписанием в Константинополе 12 (23) июня 1724 года договора между Россией и Турцией, который разграничивал владения двух стран, 1 (12) октября 1724 года последовал новый указ о прекращении строительства судов для Азовского флота. «Приятельная» вместе с остальными галерами того же типа осталась недостроенной на стапеле. В 1735 году при подготовке России к очередной войне с Турцией был издан указ Анны Иоанновны «... суда, построенный в Таврове, спустить и приготовить к походу». В связи с этим в мае того же года галера была достроена, спущена на воду и включена в состав Азовской флотилии.
Принимала участие в русско-турецкой войне 1735—1739 годов.
В кампанию 1736 года на галере держал свой флаг шаутбенахт П. П. Бредаль.
По окончании службы в составе флота после 1739 года галера «Приятельная» была разобрана.

### Комментарии
1. ↑  Всего в рамках серии было построено 7 галер: «Добрая» (головное судно проекта), «Забавная», «Зазорная», «Ласковая», «Приятельная», «Терпеливая», «Учтивая» и «Честная»[1].
2. ↑  Или 18 банок[1].